# Necroscia chlorotica
Necroscia chlorotica är en insektsart som beskrevs av Jean Guillaume Audinet Serville 1838. Necroscia chlorotica ingår i släktet Necroscia och familjen Diapheromeridae. Inga underarter finns listade i Catalogue of Life.